# MacPherson (film, 2012)
MacPherson est un film québécois de court métrage réalisé par Martine Chartrand, utilisant la technique de peinture sur verre et sorti en 2012. Ce film s'inscrit dans la continuité d’Âme noire/Black Soul, tant sur le plan thématique que sur le plan technique, puisant dans l’Histoire et la diversité musicale pour faire éclore une poésie métissée et évocatrice. Ce court métrage est le fruit d'un travail de 7 ans ayant exigé l'exécution de plus de 10 000 images. Il a été présenté en première mondiale en ouverture du Festival des films du monde de Montréal.

## Synopsis

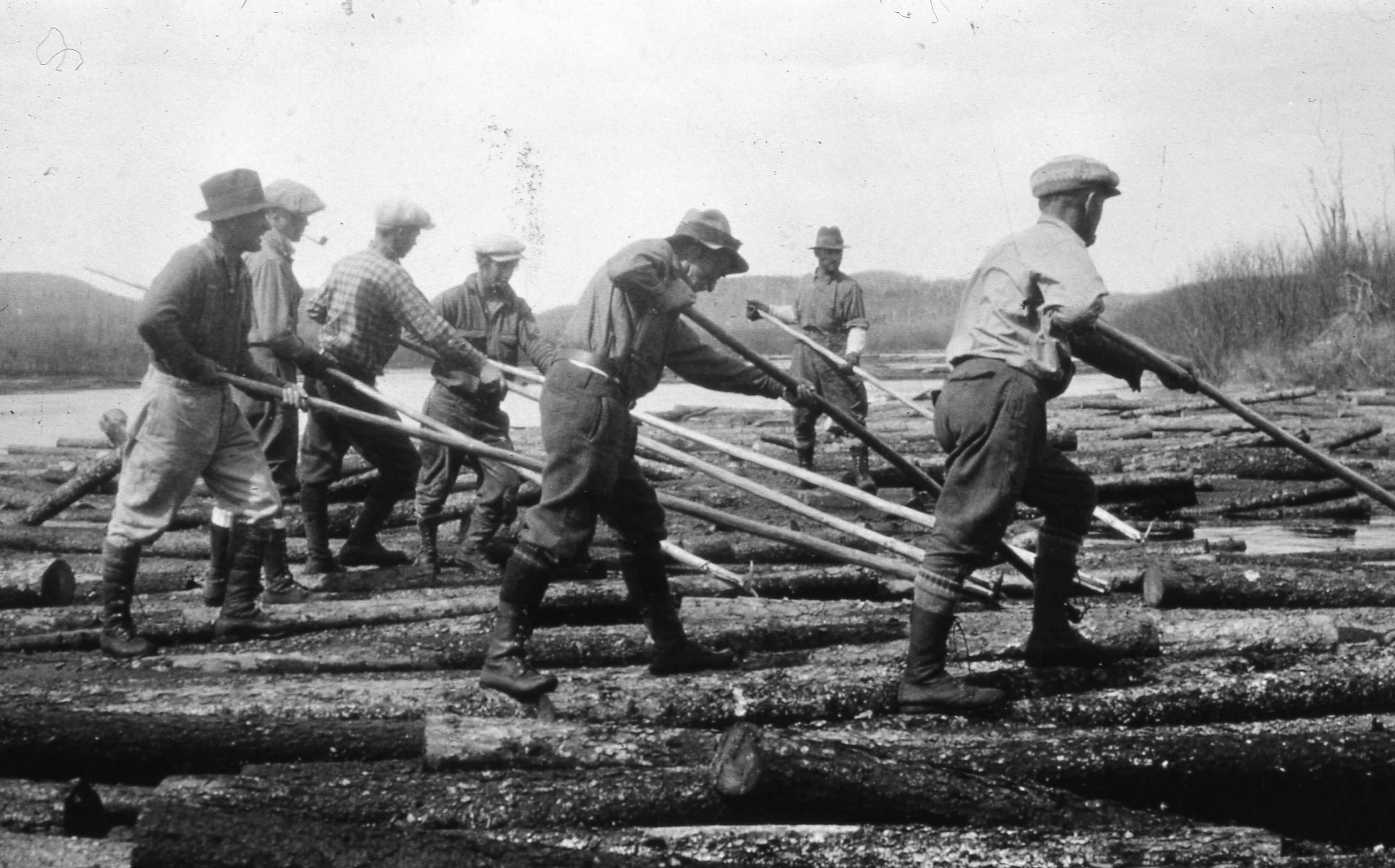
Draveurs en action, Québec, 1915

Histoire d'amitié entre Frank Randolph Macpherson et Félix Leclerc (auteur, compositeur et interprète) inspiré de sa chanson éponyme MacPherson. La chanson traite des difficultés rencontrées par les draveurs et des relations interraciales au Québec vers 1933.

## Distinctions
Le film remporte plusieurs prix internationaux dont :
- 2012 : Prix du meilleur court métrage et Prix du public pour le meilleur court métrage canadien au Festival des films du monde de Montréal 2012.
- 2012 : Mention honorable pour le prix de la meilleure animation canadienne de l'Institut canadien du Film, Festival international d'animation d'Ottawa
- 2012 : Prix ASIFA pour le meilleur court métrage animé, Starz Denver Film Festival